# Accidente del sumergible Titan
El accidente del Titan, un batiscafo experimental operado por OceanGate, se produjo el 18 de junio de 2023, en aguas internacionales en el Atlántico Norte, aproximadamente a 400 millas náuticas (740,8 km) de la costa de Terranova, Canadá. El sumergible, que transportaba a cinco personas, formaba parte de una expedición turística para observar los restos del Titanic. La comunicación con el Titan se perdió una hora y 45 minutos después de comenzar su inmersión hacia el sitio del naufragio. Las autoridades fueron alertadas cuando no volvió a la superficie en el horario programado ese día.
Tras una búsqueda que duró casi 80 horas, un vehículo submarino operado a distancia (ROV) descubrió un campo de escombros que contenía partes del Titan, aproximadamente a 488 metros (1601,0 pies) de la proa del Titanic. Las conclusiones se basaron en la detección desclasificada de una implosión en la zona el día del viaje por parte de la Armada de los Estados Unidos, lo que sugería que el casco de presión había implosionado poco después de que el Titan comenzara su descenso, provocando la muerte instantánea de todos sus ocupantes.
Se habían planteado preocupaciones sobre la seguridad del buque. Los ejecutivos de OceanGate no buscaron la certificación para el Titan, argumentando que los protocolos de seguridad excesivos obstaculizaban la innovación. La operación de búsqueda y rescate fue llevada a cabo por un equipo internacional liderado por la Guardia Costera de los Estados Unidos, la Armada de los Estados Unidos y la Guardia Costera de Canadá. Se contó con el apoyo de aeronaves de la Fuerza Aérea Real Canadiense y la Guardia Nacional Aérea de Estados Unidos, un barco de la Armada Real Canadiense, así como varios barcos comerciales y de investigación y ROVs. El comité de supervisión del Congreso de los Estados Unidos ha abierto una investigación sobre la desaparición del Titan.

## Antecedentes

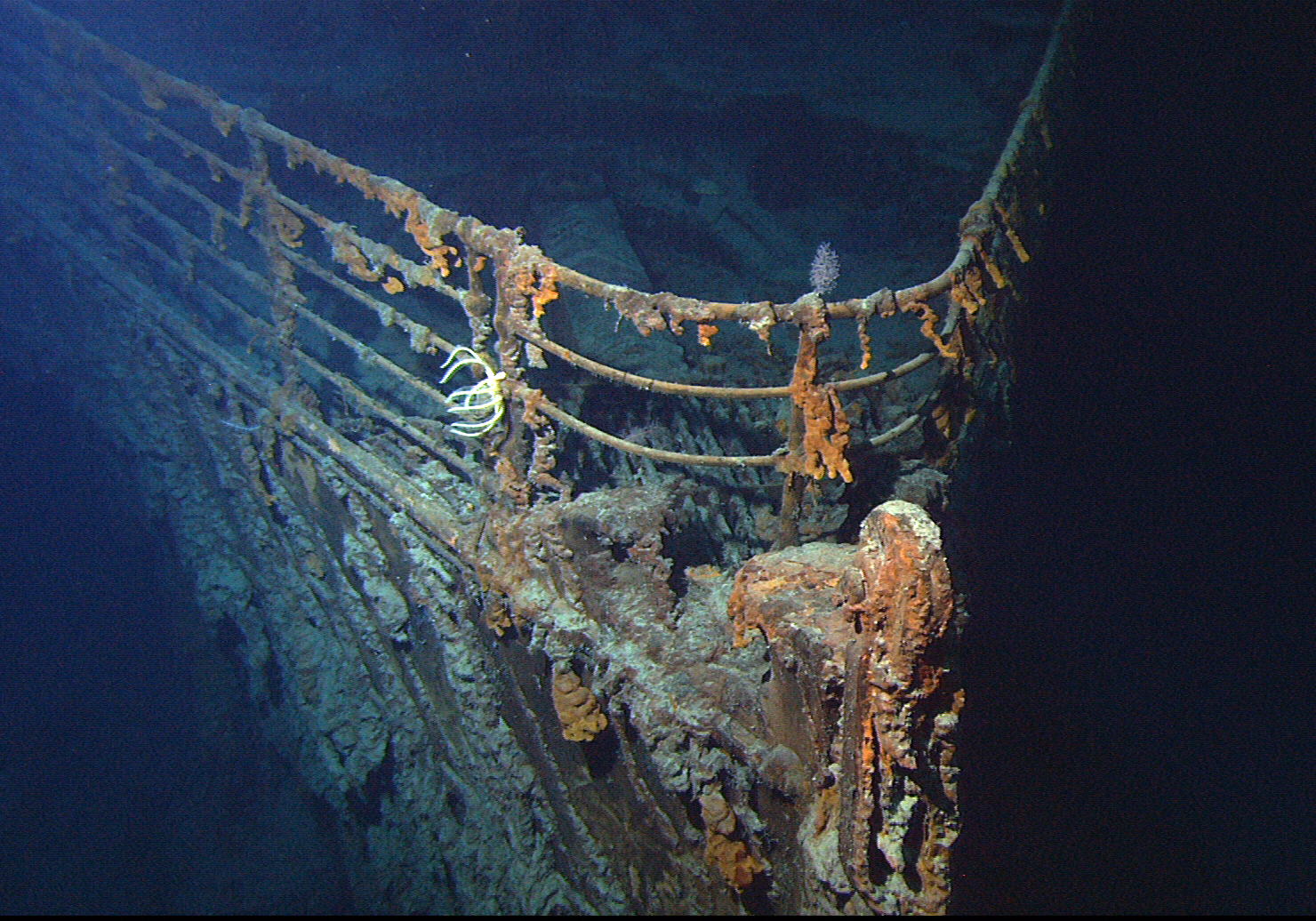
Vista de la reconocida proa del pecio del Titanic, fotografiada en junio de 2004.

El RMS Titanic fue un transatlántico de pasajeros británico que se hundió en el Atlántico Norte el 15 de abril de 1912 tras chocar contra un iceberg. En 1985, sus restos fueron descubiertos a unas 400 millas náuticas (740 km) de la costa de Terranova, en la provincia semiepónima de Terranova y Labrador (Canadá).
Titan fue una embarcación de 6,7 m, de 9,52 t, con una tasa de descenso de 5 m por minuto para 5 personas, sin asientos, hecha de materiales de última generación tales como envoltura en fibra de carbono y titanio en sus extremos, tenía propulsores adosados de desplazamiento horizontal y vertical.
Operada por OceanGate, la embarcación fue diseñada para sumergirse a profundidades de hasta 4 km «para inspección del sitio, investigación y recopilación de datos, producción de películas y medios, y pruebas de hardware y software en alta mar». Según OceanGate, contenía «sistemas patentados de monitoreo de salud del casco en tiempo real (RTM)... que [evalúan] la integridad del casco en cada inmersión». El buque contaba con soporte vital para sustentar a cinco tripulantes durante 96 horas (4 días).

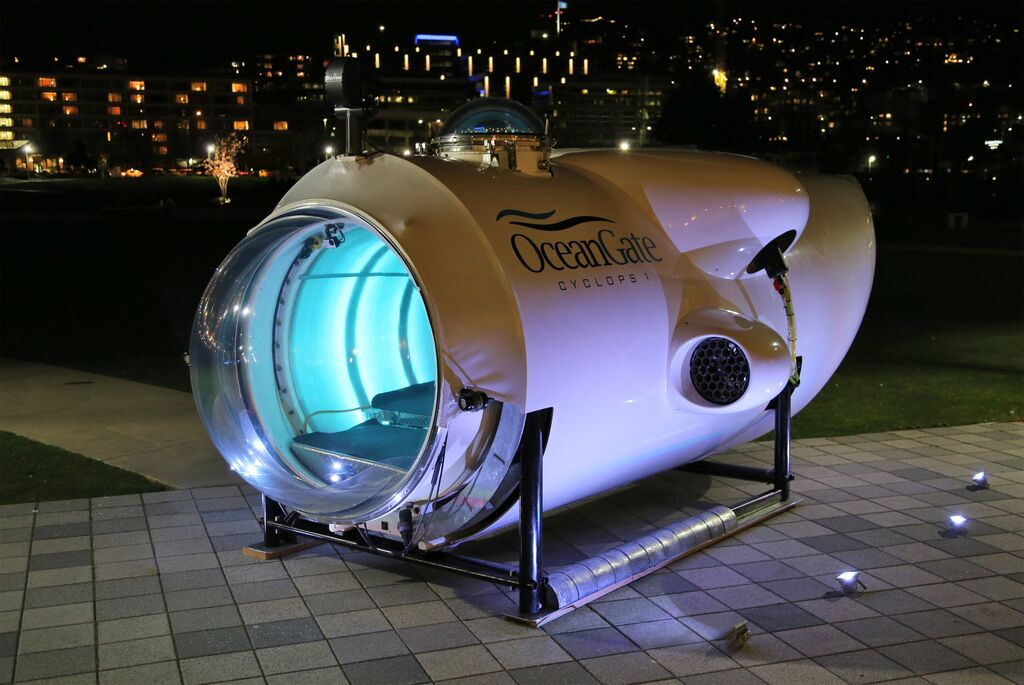
Cyclops 1 de OceanGate, el predecesor del Titan. El Titan tenía una ventana de 380 mm. (15 pulgadas).

Por lo general, a bordo de cada inmersión hay «un piloto, tres invitados que pagan y lo que la compañía llama un experto en contenido». Una vez cerca del sitio de buceo, el descenso desde la superficie hasta el Titanic solía durar tres horas, y la inmersión completa duraba aproximadamente ocho horas. A lo largo del viaje, el sumergible debía comunicarse con la tripulación sobre el agua cada 15 minutos.
OceanGate tenía la intención de tener varias expediciones al Titanic en 2023, pero debido al mal tiempo en Terranova, la empresa solo realizaría una expedición en 2023. Las personas que viajaban al Titanic con OceanGate, denominadas «Especialistas en Misiones» de la empresa, pagaban 250 000 dólares por la oportunidad de participar en la expedición de ocho días.
David Pogue, un reportero que participó en la expedición en 2022, afirmó que todas las personas que van a bordo del Titan firman un formulario de exención de responsabilidades, indicando que saben que es un buque «experimental», «que no ha sido aprobado ni certificado por ningún organismo regulador, y podría resultar en lesiones físicas, discapacidad, trauma emocional o la muerte». El informe de Pogue para CBS Sunday Morning sobre el sumergible de OceanGate, cuestionando su seguridad, luego se volvió viral en las redes sociales.

### Advertencias previas
Stockton Rush fue advertido en varias oportunidades de su sumergible, primeramente por David Lochridge, el director de Operaciones Marítimas de OceanGate en 2018 redactando un informe de ingeniería, y fue despedido acusándolo de incumplir un acuerdo de no divulgación.
En 2018, OceanGate demandó a David Lochridge por presuntamente violar su contrato de confidencialidad y hacer declaraciones fraudulentas. En su contrademanda, Lochridge afirmó que había sido despedido injustamente como denunciante, por plantear inquietudes sobre la capacidad del Titan para operar de manera segura a profundidades extremas, afirmando que la embarcación, específicamente la ventana transparente en su extremo delantero, solo estaba certificada para alcanzar una profundidad de 1.300 m (4.300 pies), solo un tercio de la profundidad requerida para alcanzar el Titanic. A Lochridge también le preocupaba que OceanGate no realizara pruebas no destructivas en el casco de la embarcación antes de realizar inmersiones tripuladas, y alegó que le «dijeron repetidamente que no se podía escanear el casco o la línea de unión para comprobar si había delaminaciones, porosidad y vacíos de adhesión suficiente del pegamento que se estaba utilizando debido al grosor del casco». Las dos partes, OceanGate y Lochridge, llegaron a un acuerdo judicial meses más tarde no revelado.
En 2019, Rob McCallum, un explorador marino reconocido, envió varios correos a Rush calificando de obstinamiento a Rush, en uno de ellos le expresó:

«Creo que potencialmente te estás colocando a ti y a tus clientes en una dinámica peligrosa»

Ese mismo año, Karl Stanley, un experto submarinista bajó en una expedición a bordo del Titan al RMS Titanic y posterior al viaje, envió un correo a Rush advirtiendo fuertes ruidos en el casco de presión, señaló que utilizar un prototipo con tecnología sin certificar colocaba a toda la industria en riesgo:

«Sonaban como una falla/defecto en un área sobre la que actuaban las tremendas presiones y que estaba aplastada/dañada»

«Hasta que el submarino sea clasificado y probado, no debe usarse para operaciones comerciales de buceo profundo»

Will Kohnen, presidente de la Marine Technology Society de Estados Unidos envió un correo a Rush invitándolo a certificar su sumergible ya que la industria temía que OceanGate incumpliera los estándares de seguridad afectando gravemente el rubro. Rush le respondió por teléfono manifestando que los estándares de la industria estaban sofocando la innovación, y que «la seguridad es un desperdicio».
En 2018, la Marine Technology Society, una organización profesional que se enfoca en promover el conocimiento y la aplicación de la tecnología marina, escribió una carta al CEO de OceanGate, Stockton Rush, expresando «preocupación unánime con respecto al desarrollo de «TITAN» y la Expedición Titanic planificada», indicando que el «enfoque experimental actual... podría tener resultados negativos (de menor a catastrófico) que tendría graves consecuencias para todos en la industria». Un firmante de la carta le dijo más tarde a The New York Times que Rush lo había llamado después de leerla para decirle que creía que los estándares de la industria estaban impidiendo la innovación.
Al año siguiente, un artículo publicado en la revista Smithsonian se refirió a Rush como un «inventor temerario». En el artículo, se describe que Rush dijo que la Ley de Seguridad de Embarcaciones de Pasajeros de EE. UU. de 1993 «priorizó innecesariamente la seguridad de los pasajeros sobre la innovación comercial».
El Titan realizó tres expediciones al sitio del naufragio del Titanic, la primera de las cuales fue en julio de 2021. En 2022, el reportero David Pogue estaba a bordo del barco de superficie cuando se perdió la comunicación con el Titan durante una inmersión. La narrativa de diciembre de 2022 de Pogue para CBS Sunday Morning, que cuestionaba la seguridad de Titan, se volvió viral en las redes sociales después de que el sumergible perdiera contacto nuevamente con su nave de apoyo en junio de 2023. En ella, Pogue le comentó a Rush: 

"No pude evitar darme cuenta de cuántas piezas de este submarino parecían improvisadas. El pilotaje de la nave se ejecuta con un controlador de videojuegos".

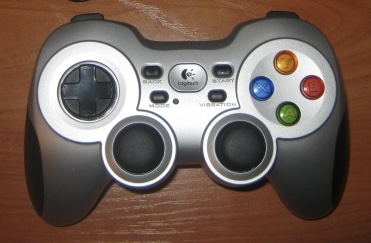
Un controlador de juego inalámbrico Logitech F710. Se utilizó una versión modificada a bordo del Titan.

Señaló que dicho controlador de juego por Bluetooth era el Logitech F710, con un precio de 30 USD, donde las palancas de control habían sido modificadas para dirigir y lanzar el sumergible, añadiendo que como lastre se usaban tuberías de construcción.
En una inmersión hacia el Titanic en 2022, uno de los propulsores del Titan se instaló accidentalmente al revés y el sumergible comenzó a girar en círculos cuando intentaba avanzar cerca del fondo del mar. Tal como lo refleja el documental Take Me to Titanic de la BBC, el problema se evitó girando mientras se sostenía el controlador del juego de lado. Según los documentos judiciales de noviembre de 2022, OceanGate informó que en una inmersión de 2022, el sumergible sufrió problemas con la batería y, como resultado, tuvo que conectarse manualmente a una plataforma elevadora, lo que provocó daños en los componentes externos del navío.

## Accidente

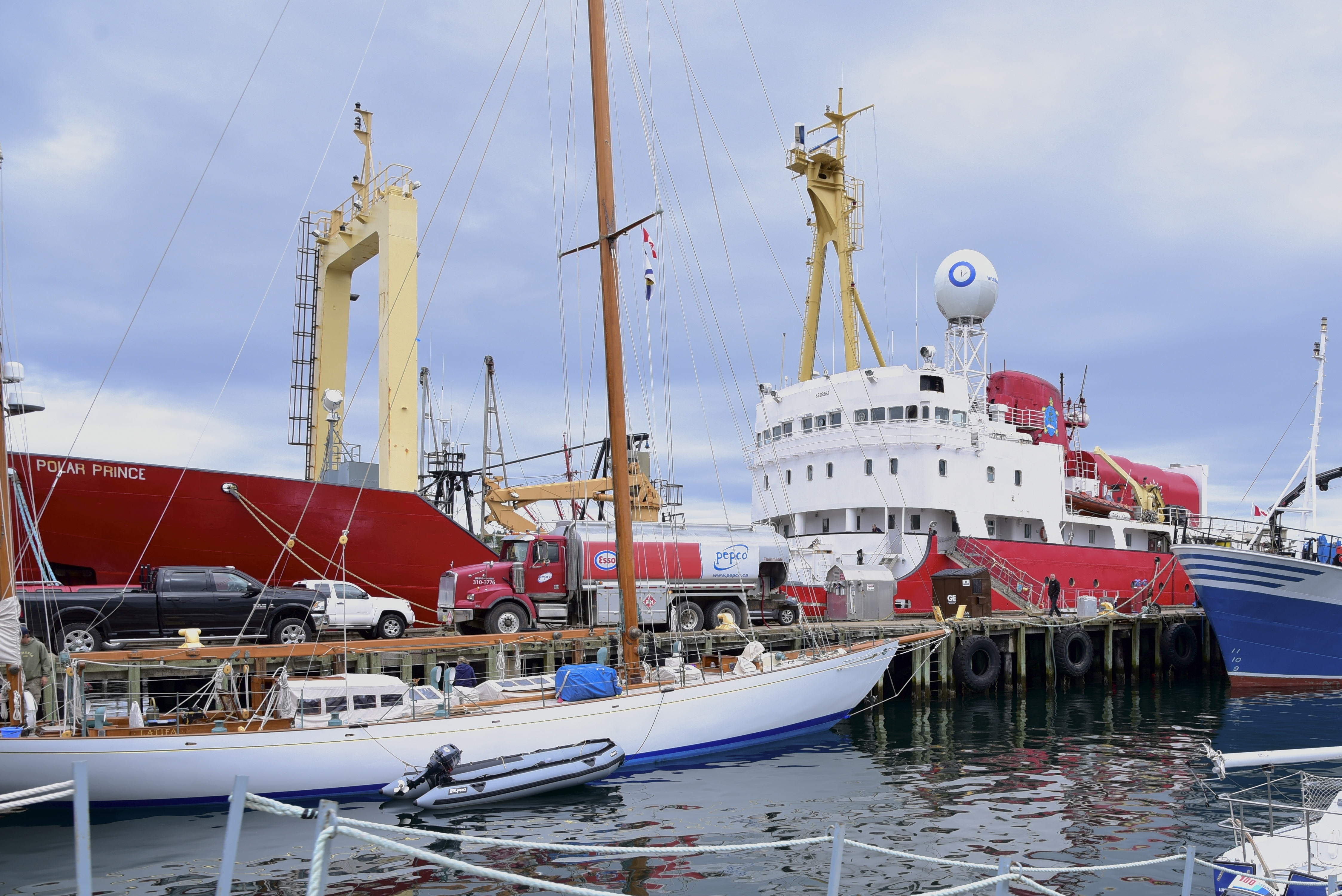
El MV Polar Prince transportó a Titan y a la tripulación de la expedición al sitio de buceo sobre los restos del Titanic.

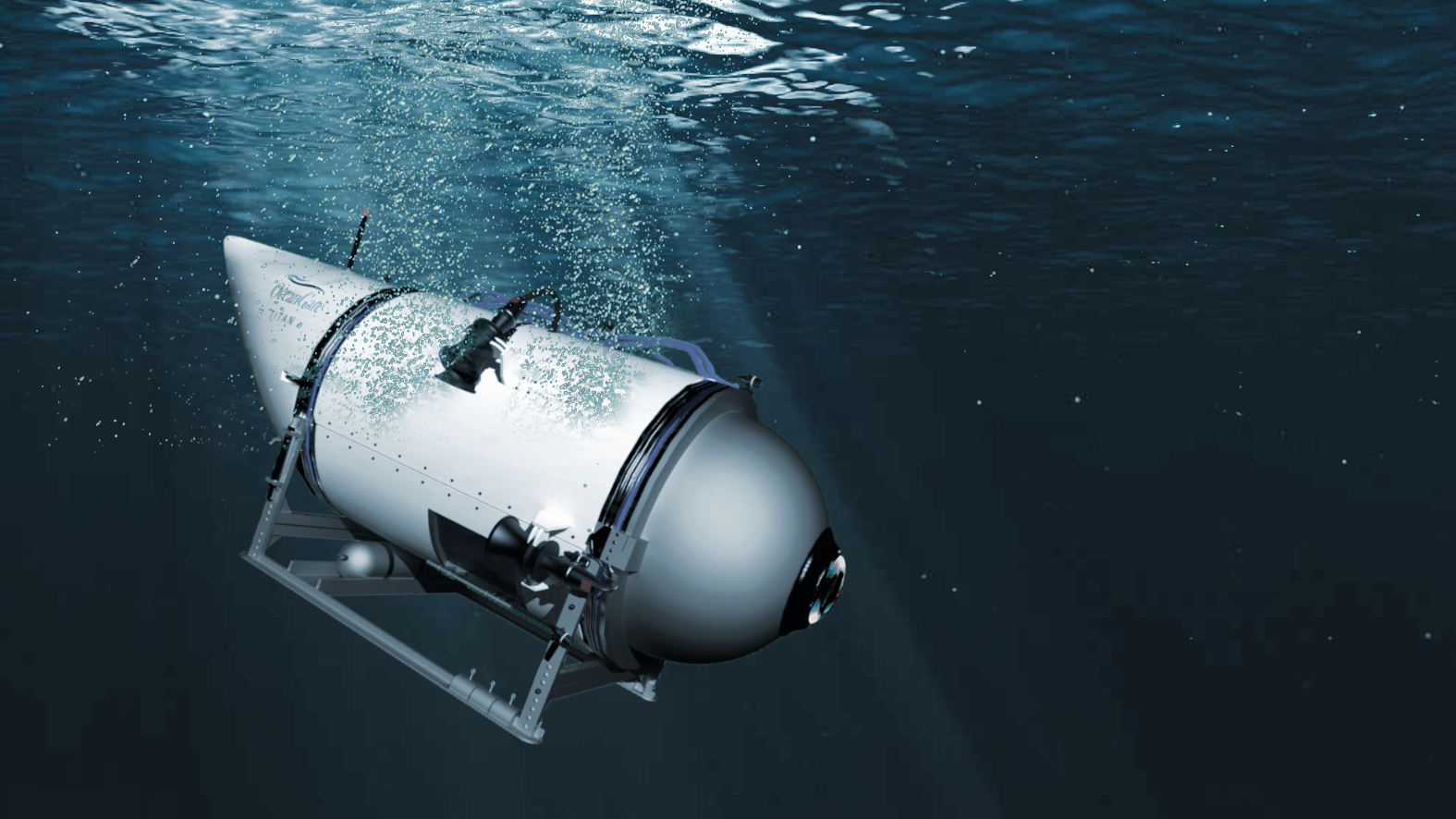
Recreación del Titan antes de su accidente.

El 16 de junio, la expedición al pecio del Titanic partió de San Juan de Terranova, a bordo del barco de investigación y expedición MV Polar Prince, el cual arribó al sitio de buceo el 17 de junio, comenzando las operaciones al día siguiente, a las 9 a. m. Durante la primera hora y media del descenso, el Titan se comunicó con el Polar Prince cada 15 minutos, pero la comunicación se detuvo después de una comunicación grabada a las 11:47 a. m. Se esperaba que la embarcación resurgiera a las 6:10 p. m. A las 6:35 p. m., se notificó a las autoridades sobre el incidente. Según el Centro de Coordinación de Rescate Conjunto de Halifax, se informó que el Titan estaba atrasado alrededor de las 9:13 p. m.
Aunque más tarde se confirmó la hipótesis de la implosión, hasta que se conocieron los datos recogidos, las investigaciones también apuntaban a un fallo en los equipos de la comunicación del Titan con la superficie, lo que suponía falta de contacto con el equipo de apoyo. También era posible que fuera un problema con el sistema de lastre, que controlaba el descenso y ascenso de la embarcación. Otro escenario era que el sumergible se «enredó con un pedazo de escombro que podría impedirle regresar a la superficie». 

## Operaciones de búsqueda y rescate

### 19 junio
El 19 de junio, equipos del Sector Noreste de la Guardia Costera de los Estados Unidos, con base en Boston, lanzaron misiones de búsqueda del sumergible y las cinco personas a bordo a 900 millas náuticas (1700 km) de la costa de Cape Cod (Massachusetts). El Centro de Coordinación de Rescate Conjunto de Halifax informó que un avión Lockheed CP-140 Aurora de la Real Fuerza Aérea Canadiense formaba parte de la búsqueda.
La Guardia Costera indicó que la entonces misión de búsqueda y rescate era difícil debido a la ubicación remota, pero el contralmirante Mauger declaró que se estaban «desplegando todos los recursos disponibles». Más allá de la dificultad de la ubicación, todas las operaciones de búsqueda y rescate quedaron impactadas por «las condiciones climáticas, la falta de luz en la noche, el estado del mar y la temperatura del agua»; puesto que la búsqueda y el rescate bajo el agua es aún más difícil. Si bien muchos sumergibles están equipados «con un dispositivo acústico, a menudo llamado pinger, que emite sonidos que los rescatistas pueden detectar bajo el agua», no está determinado si el Titan contaba con dicho dispositivo.
La búsqueda partió de un trabajo de dos facetas: una búsqueda sobre la superficie del agua y una de sonar bajo el agua. Esto implica la utilización de tres aviones C-130 Hércules, dos de los Estados Unidos y uno de Canadá, así como un avión P-8 de Canadá equipado con boyas de sonar. Ninguno de los dos países contaba con embarcaciones submarinas capaces de ayudar fácilmente en las misiones de búsqueda e investigación. La Marina de los Estados Unidos tenía un vehículo de rescate sumergible, aunque no pudo llegar a la profundidad potencial donde quedaron los restos del Titan, así como vehículos operados a distancia.

### 20 de junio

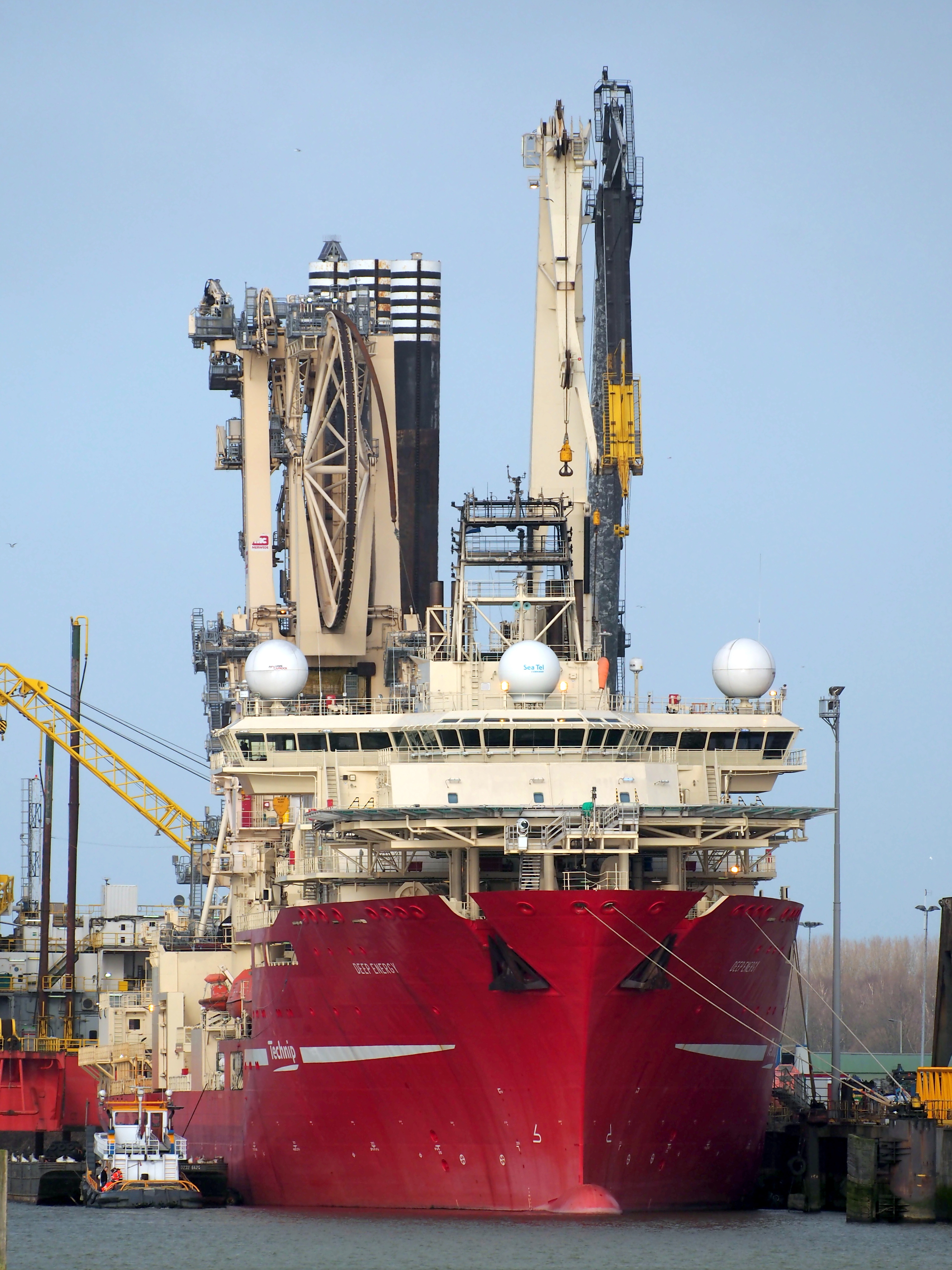
Deep Energy (en la foto en los Países Bajos, 2015) llegó con dos ROV el 20 de junio.

El barco de tendido de tuberías Deep Energy, operado por TechnipFMC, llegó al sitio el 20 de junio de 2023 con dos ROV y otros equipos adecuados para las profundidades del lecho marino en el área. A partir de las 10:15 ADT, la Guardia Costera de EE. UU. había registrado 10 000 millas cuadradas (26 000 km2). Más tarde ese mismo día, la Marina de los EE. UU. anunció que enviaría expertos y un sistema de elevación de barcos Flyaway Deep Ocean Salvage System (FADOSS), que está diseñado para levantar objetos grandes y pesados de las profundidades del mar. Se esperaba que el apoyo llegara el martes por la noche. Un C-130 de la Guardia Nacional Aérea también se unió a la misión de búsqueda y rescate, con planes para que dos más se unan al final del día.
La Guardia Costera de EE. UU. informó que había barcos y ROV adicionales en ruta para ayudar con la búsqueda: CCGS John Cabot, CCGS Ann Harvey, CCGS Terry Fox, Atlantic Merlin (ROV), MV Horizon Arctic, Skandi Vinland (ROV), Buque de investigación francés L'Atalante (ROV) y HMCS Glace Bay. Glace Bay lleva personal médico y una cámara de descompresión móvil. L'Atlante lleva Victor 6000, un ROV que puede alcanzar profundidades de hasta 6.000 metros (20.000 pies). El barco es operado por el Instituto Francés de Investigación para la Explotación del Mar, y está programado que llegue al sitio en la noche del 21 de junio.
Según un memorando interno del gobierno estadounidense, el sonar de un P-3 canadiense captó sonidos de golpes mientras buscaba el sumergible. La Guardia Costera de EE. UU. reconoció oficialmente los sonidos temprano a la mañana siguiente, pero informó que las primeras investigaciones no habían arrojado resultados. John Mauger, de la Guardia Costera de EE. UU., dijo que se desconocía la fuente del ruido y que podría provenir de los muchos objetos metálicos en el lugar del naufragio. Un avión canadiense P-3 había visto previamente un «objeto rectangular blanco» flotando en la superficie. Un barco enviado para encontrar e identificar el objeto fue desviado para ayudar a encontrar el ruido.

### 21 de junio

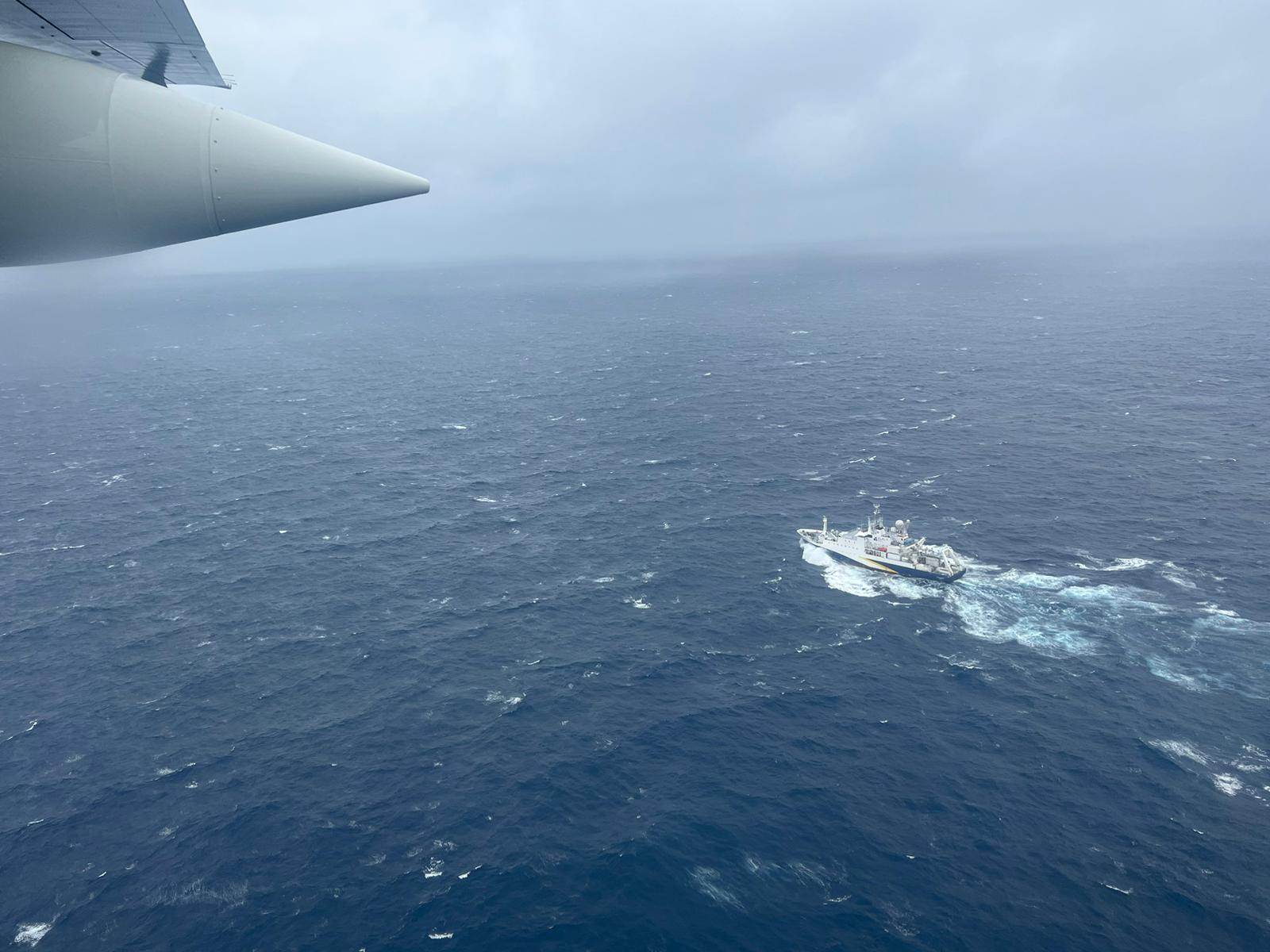
El HC-130 de la Guardia Costera de los Estados Unidos sobrevolando L'Atalante el 21 de junio de 2023.

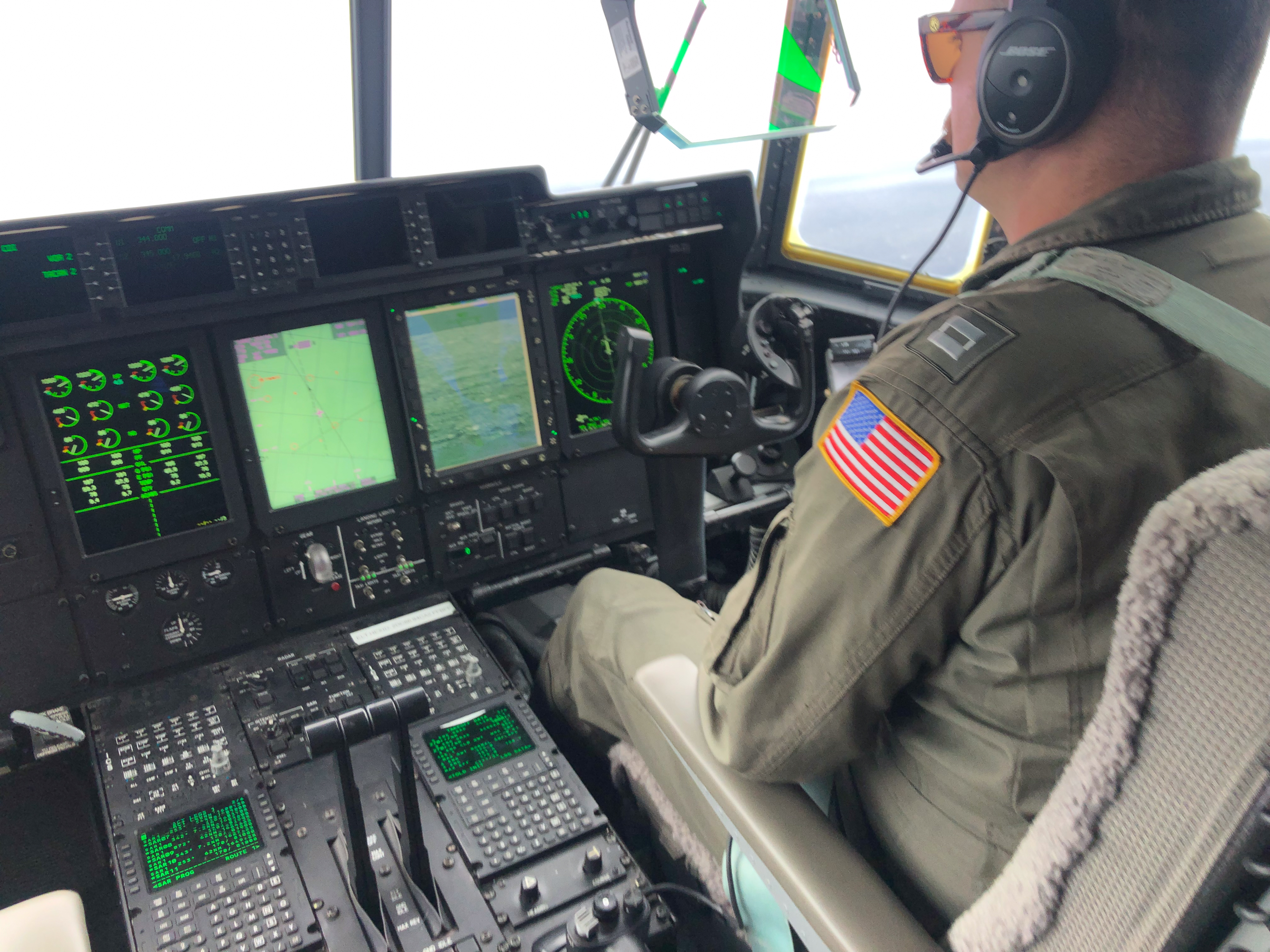
Foto tomada desde la cabina del HC-130 mientras busca el sumergible Titán.

A pesar de las crecientes preocupaciones sobre los niveles de oxígeno en el Titan, la Guardia Costera declaró que «100%» todavía ven la desaparición del Titan como una misión de búsqueda y rescate en lugar de una misión de recuperación. Aproximadamente a las 14:45 ADT, cinco vehículos aéreos y acuáticos estaban buscando activamente al Titan, y se espera que otros cinco lleguen en las próximas 24 a 48 horas. Los activos actuales de búsqueda y rescate incluyen dos ROV, un avión P-3 y un avión C-130.
El Flyaway Deep Ocean Salvage System (FADOSS) de la Marina de los EE. UU., un sistema de elevación de barcos diseñado para levantar objetos grandes y pesados de las profundidades del mar, llegó a San Juan de Terranova, aunque no había barcos disponibles para llevar el sistema al lugar del naufragio. Los funcionarios estimaron que tomaría alrededor de 24 horas soldar el sistema FADOSS a la cubierta de un barco de transporte antes de que pueda zarpar hacia la operación de búsqueda y rescate.
El miércoles por la noche, la Guardia Costera de EE. UU. declaró que los siguientes activos aún estaban en camino para brindar asistencia: tres ROV (es decir, MV Horizon Arctic , el buque de investigación francés L'Atalante y otro de Magellan), un Air National Guard C-130, CCGS canadiense Ann Harvey y CCGS Terry Fox , y el barco canadiense Glace Bay.

### 22 de junio
El 22 de junio, uno de los ROV de inspección de Magellan, Juliet, se cargó en un avión de transporte C-17 Globemaster en Jersey, y se esperaba que la llegada al área de búsqueda demorara 48 horas; su salida se había retrasado varios días debido a problemas de permisos.
Un inversionista de OceanGate explicó que el Titan está diseñado para ascender a la superficie después de 24 horas liberando el lastre; Si el barco no asciende automáticamente, afirmó que las personas que están dentro del barco pueden ayudar a liberar el lastre, ya sea inclinando el barco hacia adelante y hacia atrás para desalojarlo o utilizando una bomba neumática para aflojar los pesos.
Un ROV canadiense del MV Horizon Arctic llegó al fondo del mar y comenzó la búsqueda del sumergible desaparecido. El RV francés L'Atalante también desplegó su ROV Victor 6000, capaz de alcanzar el lecho marino y transmitir imágenes a la superficie. A las 13:18 (15:48 UTC) el Sector Noreste de la Guardia Costera de EE. UU. anunció que el vehículo operado remotamente de Horizon Arctic había encontrado un campo de escombros cerca del pecio del Titanic; programándose una conferencia de prensa a las 16:30 horas (19:00 UTC). Más tarde, se confirmó que los escombros encontrados formaban parte del sumergible. La Guardia Costera de EE. UU. confirmó la pérdida del sumergible debido a la implosión de la cámara de presión, y afirmó que se habían encontrado piezas del Titan (el bastidor de aterrizaje y la cola-cono) en el fondo del mar aproximadamente a 488 m (1600 pies) de la proa del Titanic. La Guardia Costera de EE. UU. declaró que sospecha que la implosión de la cápsula a presión probablemente ocurrió mientras la nave atravesaba la columna de agua, y que la implosión (aprox.40 milisegundos) probablemente ocurrió antes de que comenzaran las operaciones de rescate, porque las boyas de sonar altamente sensibles no detectaron ninguna señal acústica indicativa de una implosión a lo largo de su despliegue. El contralmirante Mauger dijo, sin embargo, que no tenía una respuesta sobre si era probable que se recuperaran los cuerpos de los cinco hombres a bordo. OceanGate emitió un comunicado sobre la muerte de las personas a bordo.
Horas más tarde, la agencia AP informó públicamente que un sistema acústico de la Armada estadounidense había detectado una anomalía sonora el domingo 18 de junio, día inicial de la inmersión. Según un alto oficial militar citado por la agencia, fue probablemente el sonido de la implosión submarina del Titan, compartiéndose esta información a las autoridades a cargo de la misión de rescate desde el momento inicial. Cuando ocurre un fallo y hundimiento de una estructura de alta presión, como un submarino o un sumergible, se produce un sonido característico. La presión del agua circundante provoca una compresión rápida del aire dentro de la embarcación, generando una onda de choque que puede ser captada por sensores acústicos.

## Pasajeros y tripulación a bordo
- Stockton Rush: Director ejecutivo y fundador de OceanGate Inc, de nacionalidad estadounidense.[77] Esposo de Wendy Rush, tataranieta del magnate Isidor Straus e Ida Straus, matrimonio fallecido en el Titanic.[78][79]
- Paul-Henri Nargeolet: Submarinista, oceanógrafo, arqueólogo marino, explorador francés, excomandante de la Armada francesa, buzo, piloto de sumergibles y miembro del Instituto Francés de Investigación y Explotación del Mar (IFREMER).[17][18] Director de investigación submarina para E/M Group y RMS Titanic, Inc. y «ampliamente considerado como la principal autoridad en el lugar del naufragio». Había «dirigido varias expediciones al sitio del Titanic y supervisó la recuperación de 5000 artefactos».[47]
- Hamish Harding: Piloto, explorador, empresario y turista espacial británico.[80][18]
- Shahzada Dawood: Empresario de Dawood Hercules Corporation, inversionista, filántropo británico de origen pakistaní y miembro del consejo de administración del Instituto SETI.[81]
- Suleman Dawood: Hijo de Shahzada, de diecinueve años.[19][82]

## Reacciones
Parks Stephenson, director del USS Kidd Veterans Museum e investigador del Titanic, comentó sobre la desaparición del Titan a través de Facebook: «No importa lo que puedas leer en las próximas horas, todo lo que se sabe verdaderamente en este momento es que las comunicaciones con el sumergible se han perdido y eso es lo suficientemente inusual como para merecer la más seria consideración». Y agregó: «Estoy más preocupado por las almas a bordo». Stephenson tiene experiencia en exploraciones de aguas profundas como el programa del Titan, habiendo buceado previamente para ver el Titanic en cinco ocasiones. Stephenson agregó más tarde que los buzos «no estarían allí si no fuera por la demanda pública de información sobre este naufragio».
Hablando sobre la respuesta de búsqueda y rescate, Sean Leet, cofundador y presidente de Horizon, la compañía propietaria del Polar Prince, dijo: «He estado en la industria marina desde muy joven y he visto muchas situaciones diferentes, y nunca había visto un equipo de esa naturaleza moverse tan rápido. La respuesta de la Guardia Costera de los EE. UU., las Fuerzas Armadas de los EE. UU. se hizo sin problemas».
Según David Scott-Beddard, director ejecutivo de la compañía de exhibición del Titanic, White Star Memories Ltd, la posibilidad de realizar futuras investigaciones en los restos del Titanic ha disminuido debido a la desaparición del sumergible Titan.
La cantidad de esfuerzos de búsqueda y rescate y la cobertura de los medios en comparación con el desastre del barco de migrantes de Messenia sucedido poco antes ha generado críticas.
Stefan Williams, un experto de la Universidad de Sidney, explicó a la AFP 3 posibles escenarios mientras el sumergible era buscado por los rescatistas. El primer escenario es que el Titan perdió la capacidad de comunicar o se quedó sin energía. Si eso fue así, su sistema de emergencia lo lanza automáticamente hacia la superficie, lo que permite la localización de la nave. El segundo escenario es que el sumergible se hundió hasta el fondo del mar, intacto. Encontrar la embarcación y rescatarla implicaría una misión compleja. Existen vehículos de rescate preparados para descender hasta 6000 m de profundidad, pero se necesita tiempo para trasladar ese equipo al lugar de búsqueda y otro tiempo para llegar al fondo del mar. El tercer escenario, y el peor de todos, sería que un incendio o algún tipo de percance que afectó a la presión interna del sumergible, lo que podría ser una implosión instantánea. Eso representa «un fallo catastrófico a ese nivel de profundidad», indicó.

## Recuperación de restos

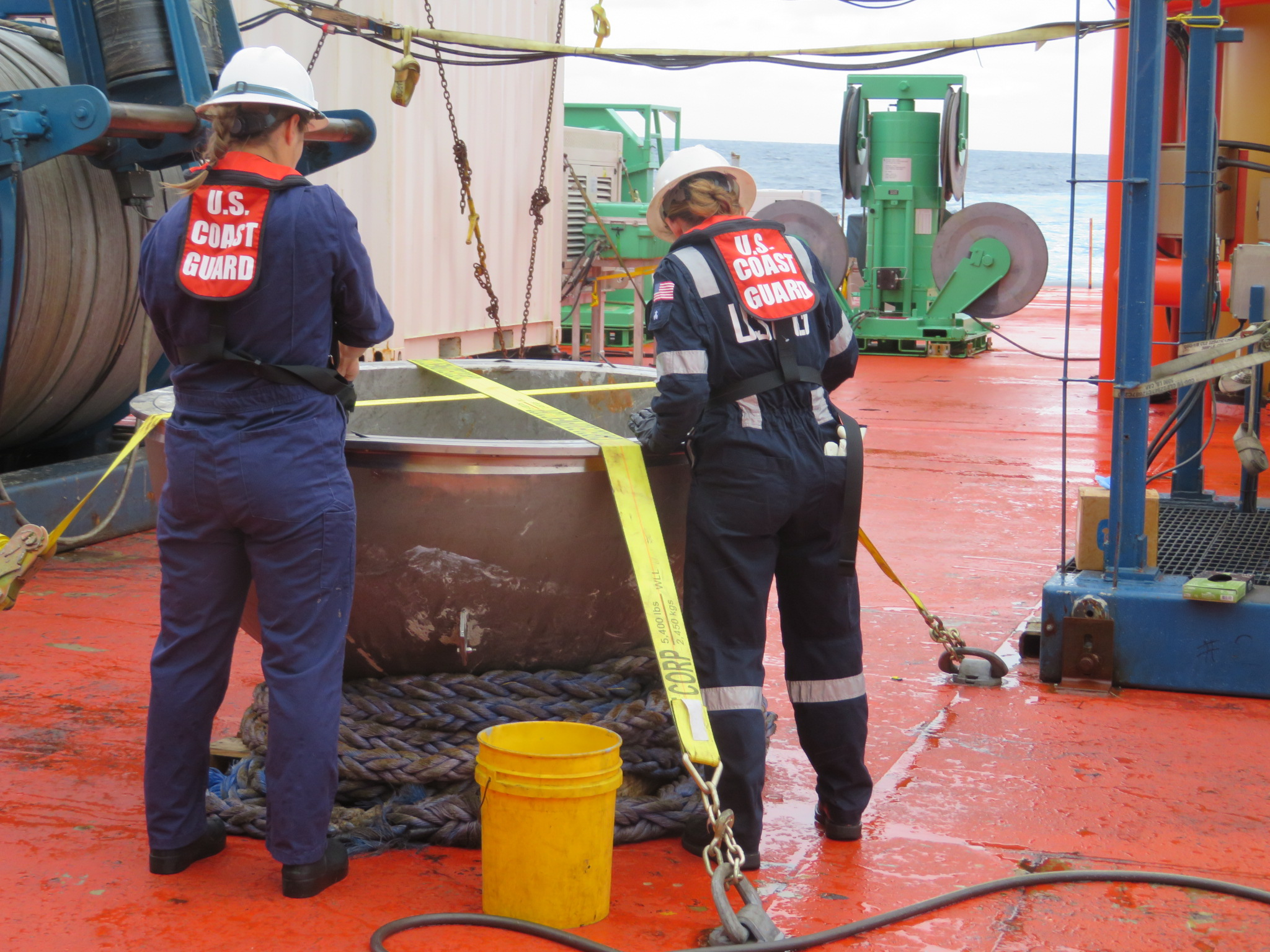
Tapa trasera del sumergible, recuperada el 4 de octubre.

El mismo 22 de junio, la Guardia Costera de Estados Unidos encontró un campo de escombros mediante el uso de vehículos operados a distancia (ROV). Los restos fueron rescatados mediante los vehículos y llevados a San Juan de Terranova el 28 de junio. Se encontró la tapa-mirilla, un anillo de interunión, el tren de aterrizaje, una parte del contenido relativo al sistema eléctrico y una cubierta de la cola con forma de cono. Algunas fuentes periodísticas declararon que entre estas partes había restos humanos, pero esto no ha sido confirmado por ser parte de la investigación.

## Informe final
La tragedia pudo haberse evitado, concluyó la Guardia Costera de Estados Unidos en un informe publicado el martes 5 de agosto del 2025, tras dos años de investigación.
La Junta de Investigación Marina determinó que los principales factores que contribuyeron al accidente fueron el diseño inadecuado del sumergible, falta de certificación operativa, mantenimiento deficiente y ausencia de inspecciones rigurosas por parte de la empresa operadora del Titán. También determinó que OceanGate no investigó ni abordó adecuadamente las anomalías ocurridas en una expedición anterior al Titanic que llevaron a cabo en 2022. En esa oportunidad el sistema de monitoreo en tiempo real del sumergible generaron datos que deberían haberse analizado rigurosamente, concluyeron los investigadores.
A raíz de la investigación, la Guardia Costera recomendó reforzar la regulación y supervisión de sumergibles, ampliar los requisitos de seguridad para inmersiones científicas o comerciales, y exigir documentación para todos los sumergibles estadounidenses. También propuso aumentar el personal de la Guardia Costera para mejorar la supervisión de nuevas construcciones e inspecciones, así como exigir planes de buceo y emergencia, evaluar capacidades de rescate submarino, y establecer normas internacionales.